# 日吉造

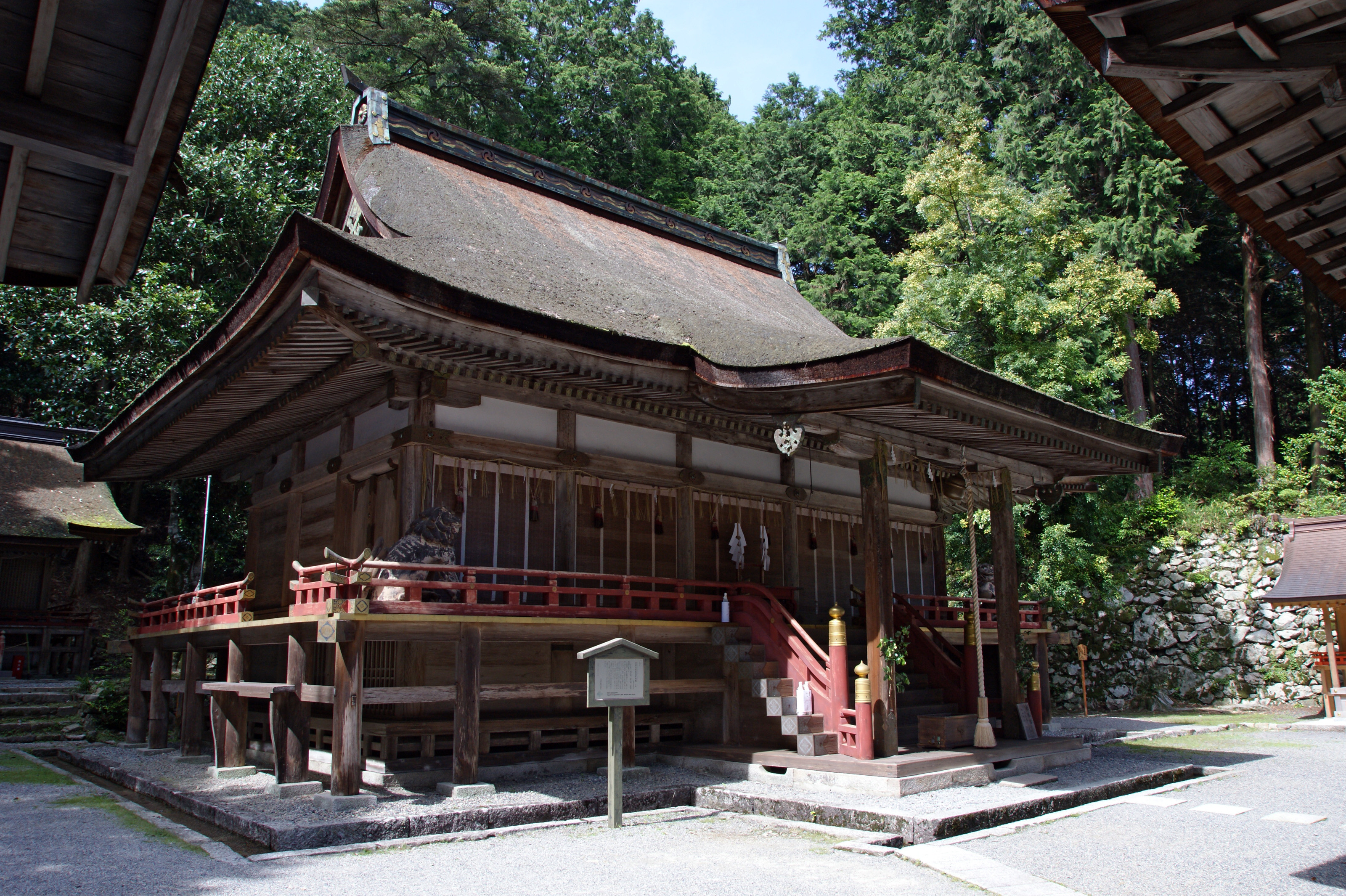
日吉大社東本宮(正面)

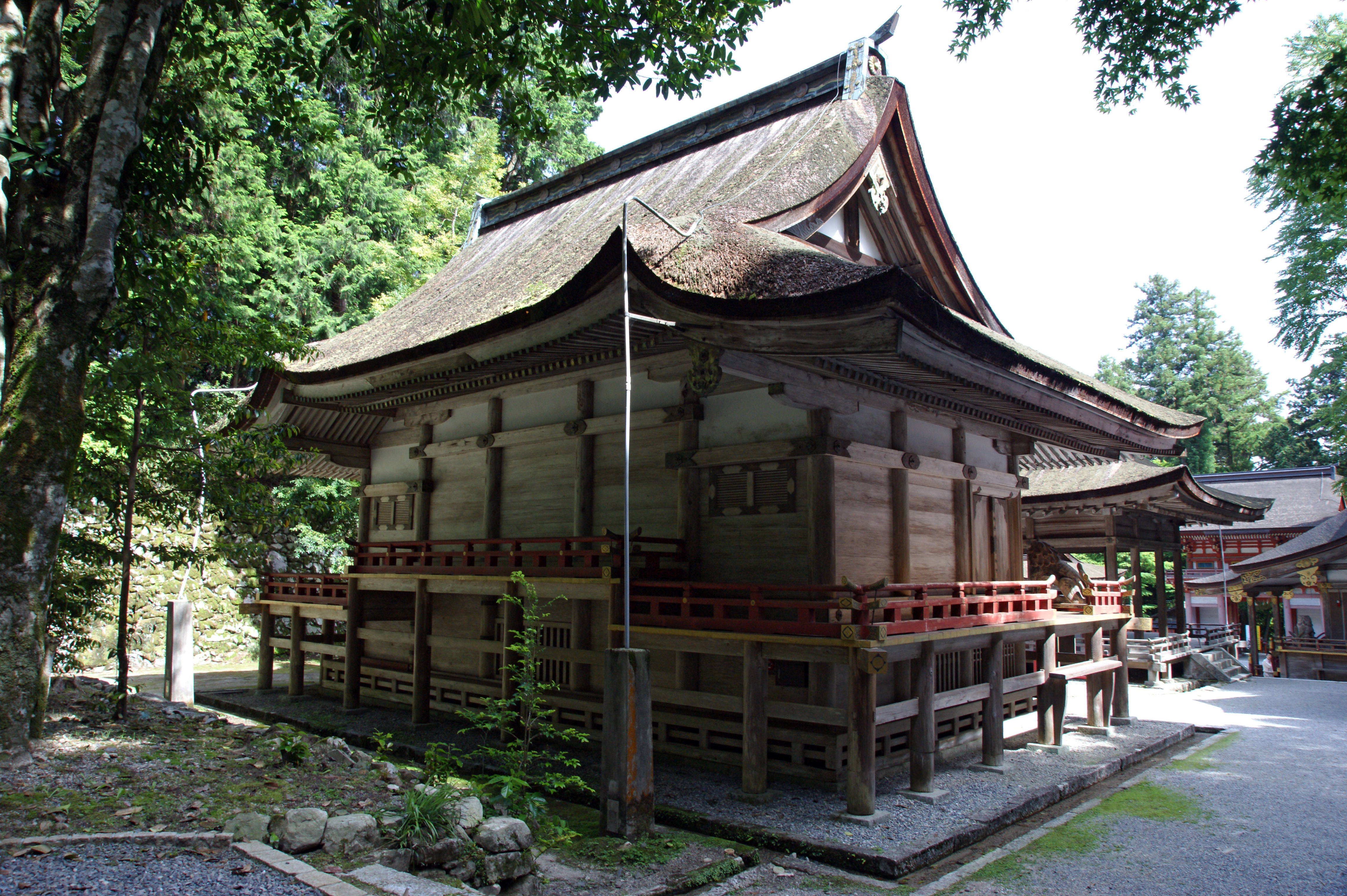
日吉大社東本宮(背面)

日吉造（ひえづくり）は、平安時代初期に成立した特異な社殿形式の一種。日吉大社（ひよしたいしゃ、滋賀県大津市）にみられる社殿形式である。
なお、「日吉造」は、一般には「ひよしづくり」とも読まれ国語辞典にも記載されているが、建築学の専門書では「ひよしづくり」は誤読と記載されている。

## 様式
日吉造は日吉大社（西本宮本殿、東本宮本殿及び宇佐宮本殿）にみられる入母屋造平入の変型にあたる極めて特殊な形式である。聖帝造（しょうていづくり）、山王造（さんのうづくり）ともいう。成立時期は確定的ではないが平安時代中頃とされる。
正面三間側面二間(間は寸法ではなく、柱と柱の間のこと)の身舎(もや・建物の主要部分)に前方と両側面の三方に一間の庇が付く。屋根は入母屋造の檜皮葺だが、庇をつけていない背面側は垂直に切り落としたような形状になっている。身舎が内陣になっており床が一段上がっている。 前面には向拝が付き、四方に縁を回すが、東本宮は背面の縁の一部が身舎の床に合わせて上げられている。全体的に床が高いのも特徴だが、床下は下殿(げでん)と呼ばれる祭場となっており、下級の僧が参詣したといわれる。
このような構造がとられているのは背後の比叡山を御神体とし、社殿がその拝殿としての性格をもつためとみられている。
日吉造では千木や堅魚木は屋根に設けない。